# Pleolophus clypealis
Pleolophus clypealis là một loài tò vò trong họ Ichneumonidae.